# Dorsal de Juan de Fuca

La dorsal de Juan de Fuca en el sector noroeste del mapa.

La dorsal de Juan de Fuca es una dorsal mediooceánica formada por el borde divergente de la placa de Juan de Fuca y la placa Pacífica y se encuentra ubicada frente a las costas del estado de Washington, EE. UU., y la provincia de Columbia Británica, Canadá. 
La dorsal se extiende en la orientación Norte-Sur desde una falla transformante, la Zona de Fractura de Blanco, hacia el punto triple que conforma con la Falla de Nootka y la Zona de Fractura de Sovanco. La Placa de Juan de Fuca se ubica hacia el Este, que junto a la Placa de Gorda hacia el Sur y la Placa del Explorador hacia el Norte, conforman los restos de la otrora vasta Placa de Farallón, la que se ha visto subducida bajo la Placa Norteamericana. Al Oeste de la dorsal se ubica la Placa Pacífica. La dorsal de Juan de Fuca es el remanente de la antigua dorsal Pacífico-Farallón. 
En 1986 de descubrió la primera fumarola hidrotermal de características cataclísmicas, también llamada megapluma en la dorsal.